# 山縣昌景
山縣昌景（1529年—1575年6月29日）是日本戰國時代的武將，武田氏的家臣，武田四名臣、武田二十四將其中一員。曾隨母姓氏飯富，飯富虎昌是他的兄長，二人相差20多歲。別名源四郎、三郎兵衛尉。父親有可能是安藝國壬生城主山縣重秋，母親為飯富虎昌的姐妹《閥閱錄》。

## 事蹟
最初是武田信玄的近習小姓，在進攻信濃伊奈的戰事中表現活躍，1552年被信玄升格為侍大將，授予統率150騎(騎馬武者，武田流一個50騎備，共六百多人；150騎為三個備約2,000人的部隊，相當唐代折衝府的折衝都尉或養老令軍防令的軍團「大毅」即果毅都尉之上)的指揮權。與虎昌的武勇非常相近，發揮了武者的實力，曾言「源四郎所向無敵。」1563年時冠名三郎兵衛尉，其後持續立功，獲得了列席譜代家老眾的待遇，並持有統率300騎(三千多兵士)的指揮權，此時已經相當養老令中最基本的將軍(兵卒3,000~10,000設將軍)。武田勢、甲斐眾、山縣隊的部將。
1565年，信玄長子武田義信企圖謀反，並與其兄虎昌同謀。昌景雖與虎昌有血緣關係，但並不贊同義信的謀反行動，反而將此事向主君信玄報告，使得謀反行動以失敗告終，虎昌自殺，而義信也被囚禁，鬱鬱而終。虎昌死後，其統率的赤備隊則由昌景繼承，並給予在武田信虎時代絕後的山縣姓，正式改名山縣昌景，並與原昌胤共同職掌武田家中重大事務。
隨後於上野箕輪城攻防戰、駿河侵攻、小田原侵攻等戰役持續立功，於1569年被任命為江尻城代。1571年，進攻拒絕從屬武田家之三河國人菅沼定盈的居城大野田城，並持續進擊，攻擊了三河東部邊境的重要據點吉田城，結果在德川家臣酒井忠次等人以500士兵鎮守下，武田軍死傷甚多，攻城不果。
1572年信玄開始計畫西上作戰，命令昌景率領五千兵馬擔任別働隊，自信濃往三河進軍，一連奪下三河、遠江數處城池。同年12月22日，與德川家康在三方原進行決戰，山縣昌景跟小山田信茂一度遭到德川軍擊退，在武田信玄順利反擊殺敗德川軍後，山縣昌景重新投入追擊戰中，家康大敗而狼狽逃回濱松城。
1573年武田信玄死後，持續為武田勝賴效力，後來參與1575年的長篠之戰，戰前雖受武田勝賴命令攻擊吉田城，卻被德川家臣酒井忠次擊退，根據甲陽軍鑑的紀錄昌景曾向勝賴進言騎兵不宜與敵方鐵砲交戰，企圖阻止勝賴發動攻擊，但不被勝賴接受；傳言中，勝賴還對昌景的諫言做出批評：「真是個貪生怕死之輩。」。
《本多忠勝武功覺書》指當時的內藤昌豐及山縣昌景這兩人帶領的騎兵部隊已殺進馬柵的第二層，但是並沒有史料記載昌景最後是在戰場上死於敵人的流彈或鐵砲之下，終年46歲。法名為休山賢好禪定門。
據說他是一個非常矮的人，相對現代來說，他只有大約130公分高。而他的赤備隊在武田氏滅亡後由井伊直政重新編組。

## 親屬
- 親子：山縣昌滿(後代為上杉景勝家臣，藤澤山縣家之祖)、山縣昌久(母姓上村，後代為結城秀康家臣，笹治大膳家之祖)、山縣昌重(塙直之家老)、山縣信繼(川浦山縣家之祖)
- 女婿：三枝昌貞、相木昌朝、橫田尹松
- 養子：山縣定昌(荻原豐前守之子)、山縣太郎右衛門(野澤豐後守之子)

## 登場作品
影視劇
- 怎麼辦家康（2023年、NHK大河劇、演：橋本哲）